# バーンスタブル郡 (マサチューセッツ州)
バーンスタブル郡（英: Barnstable County）は、アメリカ合衆国マサチューセッツ州の南東に位置し、ケープコッドと周辺諸島で構成される郡である。人口は22万8996人（2020年）。郡庁所在地はバーンスタブルであり、同郡で人口最大の都市である。
バーンスタブル郡は1685年6月2日のプリマス植民地の一部として設立され、ケープ・コッドの東と北にあるファルマスやサンドウィッチなどの町を含んでいた。プリマス植民地は1691年にマサチューセッツ湾植民地と合併した。

## 歴史

### アメリカ大陸の発見と命名
北アメリカの海岸は西暦1000年頃からヴィンランドとしてノースマンに知られていたが、一般のヨーロッパ人は知らなかった。イタリア人探検家クリストファー・コロンブスが1492年にスペイン王のために航海に出て、新世界の中央部と南部の海岸を、スペインによる探検と植民地化に開放した。

#### ジョバンニ・ダ・ヴェラッツァーノ
イタリア人探検家ジョバンニ・ダ・ヴェラッツァーノがフランス王フランソワ1世に宛てた手紙には、ケープ・コッドのことが述べられていた。フランス王のために4隻の船隊で出発した中の生き残りドーフィン号で渡った新世界への航海に関する記述の中にあった。1524年にマデイラ諸島を出港し、3月にはノースカロライナの土地に到着していた。そこからは北のニューファンドランドに向かい、海岸の地図を作り、インディアンと会見した。インディアンはケープの南では友好的だったが、北では敵対してきた。ヴェラッツァーノにロドス島を思い出させた島の北で、「大陸から海に50リーグ (240 km)」も広がる「3フィート (0.9 m) よりも深くならない」浅瀬に手こずった。これはブレボートがナンタケット・ショールズであることを突きとめた。ヴェラッツァーノはそこをアーメリニと呼んだ。浅瀬の反対側は岬のパラビシノであり、これが恐らくケープ・コッドである。彼等は岬に沿って50リーグ進んだ。その北端については詳述されていないが、「松がで構成される大変深い森で覆われた高地」に出くわした。ブレボート等に拠れば、メインの海岸に似ている。

#### バーソロミュー・ゴスノルド
ヴェラッツァーノの後、北アメリカの東部はヌーベルフランスの領土となったが、フランスはそこを発展させられなかった。荒野の中で数十人の者による開拓地が散在しているだけであり、1608年にケベックが設立されてやっと支援が始められた。一方書類上の領有権だけでは事業家達を抑えられなかった。1602年3月、バーソロミュー・ゴスノルドがコンコード号でコーンウォールのファルマスを出港し、乗組員8人、探検隊12人、および開拓者20人を運んだ。新世界に交易拠点を設立するつもりだった。メインの海岸を過ぎた後は南に転じ、島と思われるものに遭遇し、プロビンスタウン港で停泊した。ゴスノルドはそこを始めにショール・ホープと呼んだが、それが岬であると分かり、ケープコッド湾では大量の群れからタラを捕獲できたので、名称をケープ・コッドに変更した。
ゴスノルドはケープを探検し、約1500人がいたノーセット族インディアンと良好な関係を築いた。この部族は本土のワンパノアグ族と言語や慣習で密接な繋がりがあり、その支配下にあった。探検隊の牧師ジョン・ブレレトンは、インディアンが色黒であり、肩につけた鹿皮と腰に巻いたシールスキン以外は裸同然であり、長く黒い髪を結び上げていると記した。彼等は体に化粧していた。幾らかの英単語を知っている者がいた。歴史上の扱いで問題はあるが、ゴスノルドとその仲間はアメリカに上陸した最初のイングランド人だと考えられている。ゴスノルドはインディアンが健康そうに見えたことを強調していた。
その後ゴスノルドは岬を回り、「樹木、蔓、グースベリーの藪、ブルーベリー、ラズベリー、ノバラなどで溢れ」、海岸に多くの野鳥がいる島を発見した。ゴスノルドは自分の娘に因んでその島をマーサズ・ヴィニヤードと名付けた。その近くにあった島、カティハンク島をイングランド王エリザベス1世に因んでエリザベス島と名付け、そこからエリザベス諸島と呼ばれるようになった。ゴスノルドはそこに交易拠点を設けるつもりだったが、帰りの航海に向かうときに、開拓者達は残らないことに決めた。1608年、ジョン・スミス船長がジェームズタウンへの遠征を行ったときに、ゴスノルドはその副官として2回目の新世界行きに挑戦した。しかし3か月間そこに滞在した後に、マラリアで死んだ。

#### マーティン・プリン
1603年、スピードウェル号とディスカバラー号の2隻で、イングランドのブリストルから別の交易目的の遠征隊が出港した。これを指揮していたのが23歳の船長マーティン・プリンだった。その2週間前にエリザベス1世が死んでいたが、プリンはウォルター・ローリー卿から認可を得ており、ローリーは女王から北アメリカ全てを探検する権利を得ていた。

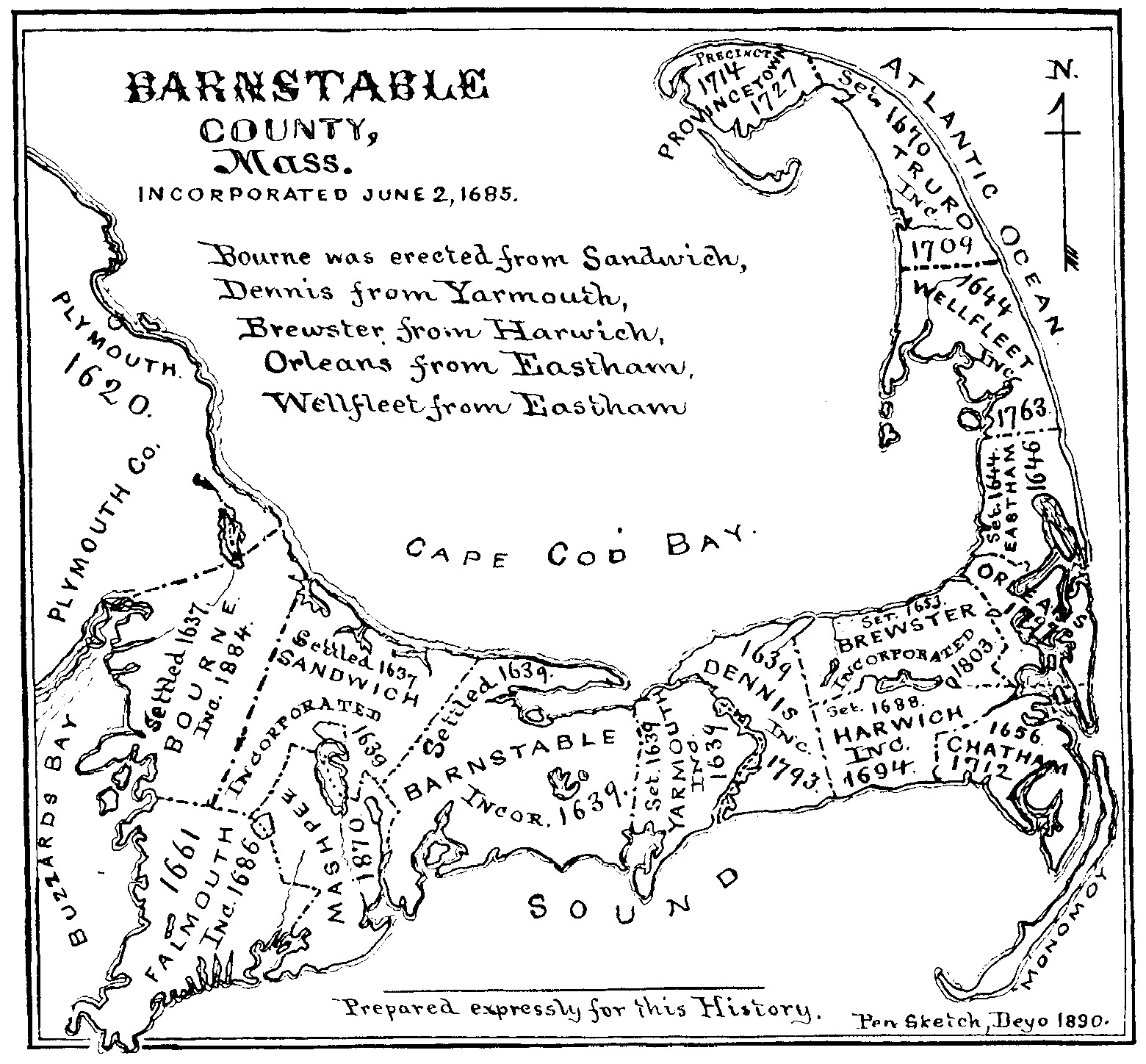
バーンステーブル郡の町、1890年の地図

## 地理
バーンスタブル郡はケープ・コッドと完全には一致しない。ケープ・コッドはその島と半島で定義される地名である。フリーマンに拠れば、「長く、不規則な形状の半島であり」北岸、あるいは南岸にそって測れば、65マイル (105 km) から75マイル (121 km) の間にあり、幅は5マイル (8 km) から20マイル (32 km) ある。当初はその先端だけが岬だと指摘していたが、人が入ると、その名前は先端から地峡を横切る最短線まで広げられた。一方、バーンスタブル郡は地名であり法律用語である。マサチューセッツ州議会によって郡の中に定義された都市や町の領域全てを含んでいる。これら領域は、プリマス植民地設立以来、長年にわたって議論されてきた多くのエピソードがある場所にある。
アメリカ合衆国国勢調査局に拠れば、郡域全面積は1,305.53平方マイル (3,381.3 km2)であり、このうち陸地393.72平方マイル (1,019.7 km2)、水域は911.81平方マイル (2,261.6 km2)で水域率は69.84%である。海岸線の長さは550マイル (880 km) ある。ケープ・コッドとバーンスタブル郡の大きな違いは、海岸から外に数マイル広がる水域の帯である。海域には多くの海洋生物がおり、レクリエーションや輸送の手段となり、また歴史に残された沈船が眠っている。バーンスタブル郡の陸地がケープ・コッドの大半を含んでいるのも事実である。
バーンスタブル郡は北西にプリマス郡と接している。郡の南岸には海を隔てて、デュークス郡とナンタケット郡がある。
郡内最高地点はボーンのケープ・コッド合同基地にあるパインヒル山頂であり、標高は306フィート (93 m) である。最低地点は海面である。

### 隣接する郡
- ケープコッド湾 - 北
- メイン湾 - 北東
- 大西洋 - 東
- 大西洋 - 南東
- ナンタケット湾 - 南
- バザーズ湾 - 南西
- ケープ・コッド運河 - 西
- プリマス郡 - 北西

### 国立保護地域
- ケープ・コッド国立海岸
- マシュピー国立野生生物保護区
- モノモイ国立野生生物保護区

## 人口動態

2000統計による人口ピラミッド

以下は2000年国勢調査による人口統計データである。
| 基礎データ - 人口: 222,230 人 - 世帯数: 94,822 世帯 - 家族数: 61,065 家族 - 人口密度: 217人/km2（562人/mi2） - 住居数: 147,083 軒 - 住居密度: 144軒/km2（372軒/mi2） 人種別人口構成 - 白人: 94.23% - アフリカン・アメリカン: 1.79% - ネイティブ・アメリカン: 0.56% - アジア人: 0.63% - 太平洋諸島系: 0.02% - その他の人種: 1.11% - 混血: 1.66% - ヒスパニック・ラテン系: 1.35% 先祖による構成 - アイルランド系：24.0% - イギリス系：15.6% - イタリア系：9.4% - ドイツ系：5.9% - アメリカ人：5.0% 言語による構成 - 英語：93.6% - ポルトガル語：1.7% - スペイン語：1.4% - フランス語：1.0% | 年齢別人口構成 - 18歳未満: 20.4% - 18-24歳: 5.2% - 25-44歳: 25.0% - 45-64歳: 26.2% - 65歳以上: 23.1% - 年齢の中央値: 45歳 - 性比（女性100人あたり男性の人口） - 総人口: 89.9 - 18歳以上: 86.1 世帯と家族（対世帯数） - 18歳未満の子供がいる: 24.3% - 結婚・同居している夫婦: 52.2% - 未婚・離婚・死別女性が世帯主: 9.4% - 非家族世帯: 35.6% - 単身世帯: 29.5% - 65歳以上の老人1人暮らし: 14.4% - 平均構成人数 - 世帯: 2.28人 - 家族: 2.82人 収入と家計 - 収入の中央値 - 世帯: 45,933米ドル - 家族: 54,728米ドル - 性別 - 男性: 41,033米ドル - 女性: 30,079米ドル - 人口1人あたり収入: 25,318米ドル - 貧困線以下 - 対人口: 6.9% - 対家族数: 4.6% - 18歳未満: 8.6% - 65歳以上: 5.0% |

## 政治
バーンスタブル郡の企画機関がケープ・コッド委員会である。
| 年     | 民主党       | 共和党       |
| ------ | ------------ | ------------ |
| 2012年 | 53.2% 70,822 | 45.4% 60,446 |
| 2008年 | 56.1% 74,264 | 42.1% 55,694 |
| 2004年 | 54.6% 72,156 | 44.3% 58,527 |
| 2000年 | 51.5% 62,363 | 41.0% 49,686 |

| 民主党 | 44,070  | 26.48% |
| 共和党 | 27,687  | 16.63% |
| 無党派 | 93,815  | 56.36% |
| 少数党 | 881     | 0.53%  |
| 合計   | 166,453 | 100%   |

## 都市と町
都市と町はマサチューセッツ州法に従って法人化されてきた。それらは全州に広がっている。市は、法的には市であっても町を継続して使うことができる。村は市や町の小区分である。これら法的な自治体に加えてアメリカ合衆国国勢調査局による区分がある。村は統計上の区分だが、それが属する町とは独立した存在ではない。他にも区分が用いられることがある。例えばバーンスタブル市は7つの村が入る5つの消防地区があり、村は独自の消防署を持つが、センタービル、オスタービル、マーストンズミルズの村は共同で消防署を運営している。
| - バーンスタブル市 - 郡庁所在地 - バーンスタブル村 - カマキド - センタービル村 - クレイグビル - コーチュイット村 - ハイアニス村 - ハイアニスポート - ウェストハイアニスポート - マーストンズミルズ村 - オスタービル村 - ウェストバーンスタブル村 - フェリスフィールズ - ボーン町 - ボーン村 - バザーズベイ村 - モニュメントビーチ村 - ポカセット村 - サガモア村 - ブリュースター町 - ブリュースター - サウスブリュースター - チャタム町 - チャタム - モノモイ島 - サウスチャタム村 | - デニス町 - デニス村 - デニスポート村 - イーストデニス村 - ノースデニス - サウスデニス村 - ウェストデニス村 - イースサム町 - ノースイースサム村 - ファルマス町 - ファルマス村 - イーストファルマス村 - ワクォイット - ハッチビル - ノースファルマス村 - ティーティケット村 - ウェストファルマス村 - ウッズホール村 - ハーウィック町 - ハーウィックセンター村 - ハーウィックポート村 - イーストハーウィック村 - ノースハーウィック村 - サウスハーウィック村 - ウェストハーウィック村 | - マシュピー町 - マシュピーネック村 - モノモスコイ島 - ポッポネセット村 - ポッポネセット - シーブルック村 - セコンセット島 - オーリンズ町 - イーストオーリンズ村 - オーリンズ - プロビンスタウン町 - プロビンスタウン - ロングポイント - ウッドエンド村 - サンドウィッチ町 - イーストサンドウィッチ村 - フォレストデール村 - サンドウィッチ - サウスサンドウィッチ村 - トルロ町 - ノーストルロ村 - ウェルフリート町 - サウスウェルフリート村 - ベリングスゲイト - ヤーマス町 - バスリバー村 - サウスヤーマス村 - キャプテンズビレッジ - ウェストヤーマス村 - キャプテンズヒル - ヤーマスポート村 |